# Victor Hugo Green
Victor Hugo Green (New York, 9 novembre 1892 – New York, 16 ottobre 1960) è stato uno scrittore e editore statunitense famoso per avere ideato e scritto quello che divenne noto come The Green Book, una guida turistica per i viaggiatori afroamericani negli Stati Uniti.

## Biografia
Green era un impiegato postale afroamericano di Harlem, quando ebbe l'idea di scrivere e pubblicare una guida turistica per gli afroamericani che viaggiavano negli Stati Uniti.
Nel periodo in cui il libro fu pubblicato, ai neri che viaggiavano era spesso rifiutato vitto e alloggio.
La prima edizione della guida era intitolata The Negro Motorist Green Book e, in seguito, fu stampata col titolo The Negro Travelers' Green Book. I libri furono pubblicati dal 1936 al 1966, e riportavano i nomi di hotel e ristoranti che accettavano gli afroamericani durante il periodo della segregazione razziale negli Stati Uniti. Ne furono stampate 15 000 copie ogni anno.
Negli anni '30, Green iniziò il suo lavoro compilando dati su negozi, motel e stazioni di servizio nell'area di New York che accoglievano viaggiatori neri e pubblicò la sua prima guida nel 1936. La guida di Green è diventata così popolare che l'autore ha iniziato ad ampliare ogni anno la zona censita, arrivando a coprire la maggior parte degli Stati Uniti e parti del Canada, del Messico e delle Bermuda. Il Green Book divenne "la Bibbia del viaggio nero" durante le leggi Jim Crow e permise ai viaggiatori neri di trovare alloggi, attività commerciali e stazioni di servizio che li avrebbero serviti lungo la strada. Dopo essersi ritirato dal suo lavoro al servizio postale, Green ha continuato a lavorare sull'aggiornamento del Green Book e all'attività di agenzia di viaggi che aveva fondato nel 1947.